# Тверен

Тверен (на шведски: Tvären) е залив недалеч от град Нюшьопинг, Швеция.
Образувал се е върху метеоритен кратер с диаметър от около 2 км, чиято възраст се изчислява на около 450 млн. години. Заливът е заобиколен от няколко острова.
На негово име е наречен астероидът 7771 Тверен.